# 新赛德 (阿拉巴马州)
新赛德（英文：New Site）是美国阿拉巴马州塔拉普萨县下属的一座城市。它成立于1965年。面积约为9.87平方英里（约合25.55平方公里）。根据2010年美国人口普查，该市有人口773人，人口密度为78.35/平方英里（约合30.25/平方公里）。2000年人口普查时市内还有848名居民。它是亚历山大城小都市统计地区的一部分。

## 地理
新赛德的地理坐标为33°1′49″N 85°47′12″W / 33.03028°N 85.78667°W。根据美国统计局数据新赛德总面积25平方千米，全部是陆地面积。

## 人口
| 调查年                | 人口 | 备注  | %±     |
| --------------------- | ---- | ----- | ------ |
| 1880                  | 72   |       | —      |
| 1970                  | 548  |       | —      |
| 1980                  | 430  |       | −21.5% |
| 1990                  | 669  |       | 55.6%  |
| 2000                  | 848  |       | 26.8%  |
| 2010                  | 773  |       | −8.8%  |
| 2019年估计            | 760  | [ 4 ] | −1.7%  |
| U.S. Decennial Census |      |       |        |

根据2000年人口普查数据新赛德当时有848名居民，分339个户和240个家庭。当时人口密度为每平方千米33.5人。市内居民中89.27%是美国白人、9.79%是非裔美国人、0.59%是美洲原住民、0.24%是其它人种、0.12%是混血儿。0.47%的人是西班牙裔或其它拉丁美洲裔人。
市内的339个户中30.7%有18岁以下的未成年人、52.8%是结婚夫妇、14.7%是带孩子的单身妇女、29.2%不是家庭。26.0%的户是单身汉、15.6%有65岁以上的老年人。平均每户2.5人，平均每个家庭3.0人。
市内居民的年龄结构为22.5%在18岁以下、8.4%在18到24岁之间、30.2%在25到44岁之间、23.3%在45到64岁之间、15.6%在65岁以上。市民的平均年龄是39岁。女子对男子的性别比为100：90.1。成年人的性别比是100：86.1。
市内每户平均年收入为29167美元、家庭的平均年收入为37396美元。男子平均年收入25977美元，女子平均年收入20109美元。人均年收入为14113美元。13.3%的家庭和17.6%的居民生活在贫困线以下，其中包括23.7%的未成年人和15.9%的老年人。